# Bax (Francia)
Bax è un comune francese di 87 abitanti situato nel dipartimento dell'Alta Garonna nella regione dell'Occitania.

## Storia

### Simboli
Lo stemma è stato adottato nel gennaio del 2019. La croce occitana è l'emblema del dipartimento; il covone e il colore verde simboleggiano l'agricoltura; la spada è attribuito di san Ferreolo; le onde rappresentano il Camdeon e l'Aunat che scorrono nel territorio del comune.

## Società

### Evoluzione demografica
Abitanti censiti